# Aeroporto di Scutari
L'aeroporto di Scutari (ICAO: LASK) è un aeroporto internazionale albanese situato a Scutari, capoluogo dell'omonima Prefettura di Scutari.
L'aeroporto venne utilizzato durante la seconda guerra mondiale dalla Regia Aeronautica durante l'occupazione italiana.